# Lilla Harrie
Lilla Harrie est une localité suédoise située dans la commune de Kävlinge en Scanie.
Sa population était de 378 habitants en 2019.